# Seconde Ligue
La Seconde Ligue, indicata anche come L2 féminine, è la seconda divisione nazionale del campionato francese femminile di calcio, gestita dalla Ligue Féminine de Football Professionnel a sua volta posta sotto l'egida della Fédération Française de Football (FFF). Istituita come Division 2 Féminine, venne disputata per la prima volta nella stagione 1982, per poi essere sospesa dal 1986 al 1992, quando fu ricostituita come National 1B fino al 2002, quando riprese l'originaria denominazione.
La Seconde Ligue ha cadenza annuale, iniziando solitamente ad agosto per terminare il maggio dell'anno successivo. Al 2024 il Vendenheim è la squadra che ha vinto il titolo più volte, tre.

## Formato
Il formato del campionato dalla stagione 2016-2017 prevede la partecipazione di 24 squadre, suddivise in due gironi secondo criteri geografici: il girone A raggruppa le squadre centro-settentrionali, il girone B raggruppa le squadre centro-meridionali. Le squadre prime classificate in entrambi i gironi sono promosse direttamente in Division 1 Féminine. La squadra vincitrice del torneo è quella tra i due gironi che ha conquistato il maggior numero di punti o, a parità di punti, ha la migliore differenza reti. Le squadre classificate agli ultimi due posti dei due gironi sono retrocesse nelle leghe regionali, mentre le decime classificate partecipano al torneo di ammissione alla Division 2 Féminine assieme alle squadre delle leghe regionali per ulteriori due posti in Division 2.
Dal 2002, anno nel quale il torneo tornò alla denominazione Division 2, al 2008 partecipavano al campionato 20 squadre divise in due gironi: le prime due di ciascun girone venivano ammesse a un mini torneo dal quale venivano promosse in Division 1 le prime due classificate. Nel biennio 2008-2010 il numero di squadre partecipanti venne aumentato a 24 con la promozione riservate alle sole prime classificate nei due gironi. Nel 2010 con la soppressione della Division 3 Féminine il numero di squadre partecipanti salì a 36, divise in tre gironi: veniva promossa in Division 1 Féminine la prima classificata dei tre gironi.
Dal il campionato 2016-2017, la D2F è composta da soli 2 gironi da 12 squadre, con due sole adesioni alla Division 1 al termine della stagione.
Il 12 marzo 2020, l'edizione 2019-2020 è stata sospesa dalla Federcalcio francese come provvedimento atto a contenere la diffusione della pandemia di COVID-19 in Francia.. La competizione si è conclusa definitivamente il 16 aprile 2020, con la classifica determinata in base al numero di punti ottenuti/numero di partite giocate.
Nello stesso anno sono state modificate le norme che regolano l'accesso alla D2 per i club che giocano nella Régional 1, con solo quattro squadre che possono ambire al passaggio di livello. La decisione è stata fortemente criticata da molti club, che hanno denunciato la disparità di trattamento tra calcio maschile e femminile e la mancanza di prospettive per i centri femminili che erano stati creati. In cambio, richiesero il ripristino di una categoria cuscinetto, la Division 3 Féminine.
Nel giugno 2022, la FFF ha votato per il ritorno del terzo livello per la stagione 2023-2024 tra la D2 e le divisioni regionali. Anche la Division 2 è stata ridotta da 24 a 12 squadre sul modello della D1, con un'unica pool.
Dalla stagione 2024-2025 è poi stata ridenominata Seconde Ligue.

## Le squadre

### Organico stagione 2024-2025
- Le Mans
- Lens
- Lilla
- Metz
- Nizza
- Orléans
- Olympique Marsiglia
- Rodez
- Strasburgo
- Thonon Évian
- Tolosa
- Saint-Malo

## Albo d'oro
| Edizione      | Campione                 | Vice campione          | Terza/altra promozione |
| Division 2    | Division 2               | Division 2             | Division 2             |
| ------------- | ------------------------ | ---------------------- | ---------------------- |
| 1982-1983     | Condéen                  | Paris Saint-Germain    |                        |
| 1983-1984     | Le Neubourg              | Saint-Quentin          |                        |
| 1984-1985     | AS boranaise             | Paris Saint-Germain    |                        |
| 1985-1986     | Villaines-sous-Malicorne | FCF Juvisy             |                        |
| National 1B   |                          |                        |                        |
| 1992-1993     | Monaco                   | Stade quimpérois       | Blanc-Mesnil           |
| 1993-1994     | Tolosa                   | Orléans                | Paris Saint-Germain    |
| 1994-1995     | Caluire                  | Mans                   | Saint-Memmie Olympique |
| 1995-1996     | La Roche-sur-Yon         | USO Bruay-la-Buissière | Celtic de Beaumont     |
| 1996-1997     | Montpellier-Le-Crès      | Stade quimpérois       | Saint-Quentin          |
| 1997-1998     | Caluire                  | Croix Blanche          | Orléans                |
| 1998-1999     | Saint-Memmie Olympique   | Stade quimpérois       | Félines Saint-Cyr      |
| 1999-2000     | Schiltigheim             | Cormelles-le-Royal     | Celtic de Marseille    |
| 2000-2001     | Paris Saint-Germain      | Caluire                | Tours                  |
| 2001-2002     | USO Bruay-la-Buissière   | Stade quimpérois       |                        |
| Division 2    |                          |                        |                        |
| 2002-2003     | Hénin-Beaumont           | Compiègne              |                        |
| 2003-2004     | Vendenheim               | Condéen                |                        |
| 2004-2005     | Compiègne                | La Roche-sur-Yon       |                        |
| 2005-2006     | Condéen                  | Stade Briochin         |                        |
| 2006-2007     | Vendenheim               | Saint-Étienne          |                        |
| 2007-2008     | Yzeure                   | Condéen                |                        |
| 2008-2009     | La Roche-sur-Yon         | Montigny               |                        |
| 2009-2010     | Rodez                    | Le Mans                |                        |
| 2010-2011     | Vendenheim               | Muret                  | Soyaux                 |
| 2011-2012     | Tolosa                   | Arras                  | Issy                   |
| 2012-2013     | Hénin-Beaumont           | Soyaux                 | Muret                  |
| 2013-2014     | ASPTT Albi               | Algrange               | Issy                   |
| 2014-2015     | VGA Saint-Maur           | La Roche-sur-Yon       | Nîmes                  |
| 2015-2016     | Olympique Marsiglia      | Metz                   | Bordeaux               |
| 2016-2017     | Lilla                    | Val d'Orge             |                        |
| 2017-2018     | Metz                     | Digione                |                        |
| 2018-2019     | Stade Reims              | Olympique Marsiglia    |                        |
| 2019-2020     |                          |                        | Issy Le Havre          |
| 2020-2021     |                          |                        | Saint-Étienne          |
| 2021-2022     | Rodez                    | Le Havre               |                        |
| 2022-2023     | Saint-Étienne            | Lilla                  |                        |
| 2023-2024     | Strasburgo               | Nantes                 |                        |
| Seconde Ligue |                          |                        |                        |
| 2024-2025     | Olympique Marsiglia      | Lens                   |                        |

## Statistiche

### Vittorie per squadra
| Squadra                  | Titoli | Edizioni         |
| ------------------------ | ------ | ---------------- |
| Vendenheim               | 3      | 2004, 2007, 2011 |
| Condéen                  | 2      | 1983, 2006       |
| Tolosa                   | 2      | 1994, 2012       |
| La Roche-sur-Yon         | 2      | 1995, 2009       |
| Caluire                  | 2      | 1996, 1998       |
| Hénin-Beaumont           | 2      | 2003, 2013       |
| Olympique Marsiglia      | 2      | 2016, 2025       |
| Rodez                    | 2      | 2010, 2022       |
| Le Neubourg              | 1      | 1984             |
| AO boranaise             | 1      | 1985             |
| Villaines-sous-Malicorne | 1      | 1986             |
| Monaco                   | 1      | 1993             |
| Montpellier-Le-Crès      | 1      | 1997             |
| Saint-Memmie Olympique   | 1      | 1999             |
| Schiltigheim             | 1      | 2000             |
| Paris Saint-Germain      | 1      | 2001             |
| USO Bruay-la-Buissière   | 1      | 2002             |
| Compiègne                | 1      | 2005             |
| Yzeure                   | 1      | 2008             |
| Albi Marssac             | 1      | 2014             |
| VGA Saint-Maur           | 1      | 2015             |
| Lilla                    | 1      | 2017             |
| Metz                     | 1      | 2018             |
| Stade Reims              | 1      | 2019             |
| Saint-Étienne            | 1      | 2023             |
| Strasburgo               | 1      | 2024             |